# 王钟声
王钟声（1889年—1911年12月3日），原名希普（一说字熙普），艺名钟声，原籍浙江上虞（今上虞市），清朝末期戏剧家。

## 生平
王钟声自幼聪敏好学，清光绪二十年（1894年），至上海学习外文。甲午战争（1894年）战败后，王钟声深为清廷的腐败而厌恶。光绪二十四年，他自费到德国攻读法政。光绪三十二年，学成回国后，初在广西巡抚处当幕僚，后任法政，兵堂监督和洋务局总办。他认为中国要富强必须革命，革命要靠宣传，“宣传的办法，一是办报，二是改良戏剧”。次年，不顾家庭阻拦，离开广西到上海，在马相伯、汪笑侬等人帮助下，组织起中国第一支新戏剧团“春阳社”，专演新戏。不久，在上海公演话剧《黑奴吁天录》，他在剧中扮演女奴“意思赛”，得到广泛赞誉。光绪三十四年，他又和任天知等创办中国第一所话剧学校通鉴学校，以培养新剧人才。他表演出色，深受观众喜爱。他带团先后在上海、杭州等地演出。
宣统元年（1909年），王钟声带团到北京，与京剧演员杨小楼、梅兰芳等同台表演，宣统三年年初，在京津各剧场演出《热血》、《鸣不平》、《官场现形记》、《秋瑾》、《徐锡麟》等戏，编演的新剧有《张文祥刺马》、《官场现形记》和《宦海潮》等，引起强烈的社会反响。同年7月，被清朝当局拘捕押回浙江原籍。10月武昌起义爆发后，他参加上海的武装起义。不久，到天津，准备发动天津起义。12月2日，被直隶总督陈夔龙联通租界领事馆和警察局逮捕。次日，在刑场上仍连声大骂陈夔龙是奴才。后连中三枪，壮烈牺牲。